# Gustav Adolf Scheel

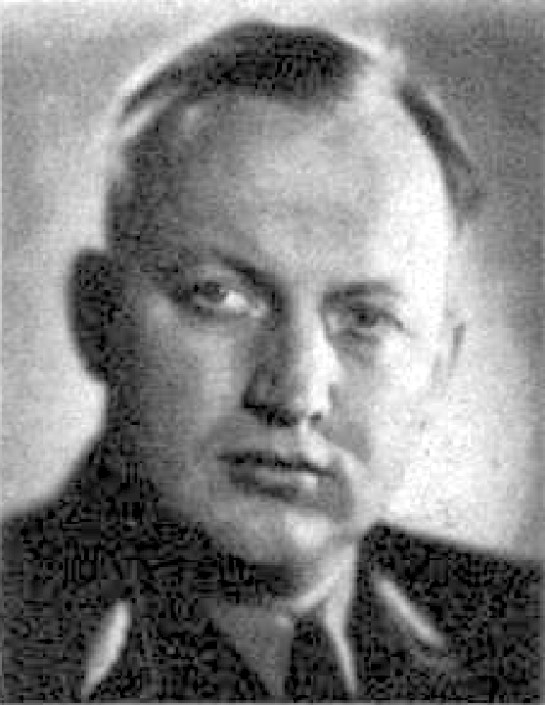
Scheel, 1938 oder später

Gustav Adolf Scheel (* 22. November 1907 in Rosenberg (Baden); † 25. März 1979 in Hamburg) war ein deutscher nationalsozialistischer Funktionär und SS-Führer, zuletzt im Rang eines SS-Obergruppenführers und Generals der Polizei. In der Zeit des Nationalsozialismus war er unter anderem Reichsstudentenführer. Nach dem Westfeldzug war er Befehlshaber der Sicherheitspolizei und des SD im besetzten Elsass. Ab 1941 war er Gauleiter und Reichsstatthalter in Salzburg. Nach dem Krieg mehrfach verhaftet und interniert, lebte er von 1954 bis zu seinem Tod als niedergelassener Arzt in Hamburg.

## Leben bis 1933
Gustav Adolf Scheel war Sohn eines evangelischen Pfarrers. Er besuchte humanistische Gymnasien in Freiburg, Tauberbischofsheim und Mannheim. Schon als Schüler engagierte er sich auf dem nationalistischen Flügel der deutschen Jugendbewegung (Deutsche Freischar, Großdeutscher Jugendbund). Dabei kam er frühzeitig in Kontakt mit NS-Kreisen.
Ab 1928 studierte er an der Ruprecht-Karls-Universität Heidelberg zunächst Rechtswissenschaft, Volkswirtschaft und Theologie, um Pfarrer zu werden. Er intensivierte seine Mitarbeit in studentischen Zirkeln und trat im Wintersemester 1928/29 dem Verein Deutscher Studenten Heidelberg (VDSt) bei. Ein Jahr später war er Vorsitzender dieser Korporation. Er blieb bis zu seinem Tod Alter Herr.
1929 trat er dem Nationalsozialistischen Deutschen Studentenbund (NSDStB), am 1. Oktober 1930 der SA und am 1. Dezember 1930 der NSDAP (Mitgliedsnummer 391.271) bei. Er zog für kurze Zeit nach Tübingen und begann ein Medizinstudium, das er an der Universität Heidelberg fortsetzte. Nach Heidelberg zurückgekehrt, wurde er rasch zu einem der Hauptpropagandisten der Nationalsozialisten an der Hochschule. Als Hochschulgruppenführer des NSDStB leitete er die Kundgebungen der Heidelberger NS-Studenten gegen den Pazifisten Emil Gumbel, die 1932 zum Entzug von dessen Lehrberechtigung führten.

## Zeit des Nationalsozialismus

### Hauptamtlicher Studentenfunktionär
Im Mai 1933 beteiligte er sich an der Organisation der Bücherverbrennung in Heidelberg und trat dort auch als Redner auf.
1933 wurde Scheel auch Vorsitzender des Heidelberger AStA. In dieser Zeit wurde er Mentor von Hanns Martin Schleyer, der sich unter Scheels Anleitung der NSDAP und der SS anschloss, und konnte somit Einfluss auf die Berufungen und Personalpolitik der Universität nehmen.
Im April 1934 machte Scheel sein medizinisches Staatsexamen, absolvierte sein Medizinalpraktikum und promovierte Ende Mai 1935 in Heidelberg zum Dr. med. Er wurde zudem in die Bundesführung des NSDStB berufen und am 6. November 1936 zum Reichsstudentenführer ernannt und wurde somit Hauptamtsleiter der NSDAP. Als Studentenfunktionär und später auch als Inhaber der Kontrolle über das Deutsche Studentenwerk, als dieses dem Reichsstudentenführer unterstellt wurde, trat Scheel für die Ausschließung von „Studenten jüdischer Abstammung“ von der „Nutznießung sozialer Einrichtungen an der Universität“ ein. Ab 1938 war zudem Präsident des Deutschen Studienwerks für Ausländer. Am 26. Mai 1939 eröffnete er das von Arnold Brügmann geleitete Institut für Studentengeschichte und Hochschulkunde auf der Würzburger Festung Marienberg.

### Karriere in SS und SD
Seit Mitte September 1934 war Scheel Mitglied der SS (SS-Nr. 107.189) und machte ab diesem Zeitpunkt als hauptamtlicher SD-Mitarbeiter innerhalb dieses NS-Geheimdienstes eine rasche Karriere. Von August 1935 bis September 1939 leitete er den SD-Oberabschnitt Südwest mit Dienststelle in Stuttgart. Als Studentenfunktionär brachte er eine große Anzahl NS-Jungakademiker zum SD, die nach dem deutschen Überfall auf die Sowjetunion hohe Positionen innehatten (Walter Stahlecker, Martin Sandberger, Erwin Weinmann, Albert Rapp, Erich Ehrlinger und Eugen Steimle). Alle genannten gingen danach den Weg über verschiedene Abteilungen des Reichssicherheitshauptamtes (RSHA) und wurden nach Kriegsbeginn gegen die Sowjetunion Anführer verschiedener Einsatzgruppen.
Nach der Besetzung Frankreichs im Sommer 1940 und der Zuordnung des Elsass zum Gau Baden-Elsass fungierte Scheel als Befehlshaber der Sipo (Sicherheitspolizei) und des SD bei der Zivilverwaltung im Elsass. Er befahl am 2. Juli 1940 den beiden ihm unterstehenden Einsatzkommandos (s. u.) die Errichtung des Sicherungslager Schirmeck-Vorbruck in einem von der französischen Armee errichteten Barackenlager, das am 2. August 1940 eröffnet wurde.
Die gesamte SS-Gewalt im Elsass lag in seinen Händen. 
Im Oktober 1940 organisierte er die Deportation der Karlsruher Juden im Zuge der Wagner-Bürckel-Aktion.

### Gauleiter in Salzburg
1941 war er bereits SS-Brigadeführer und Generalmajor der Polizei. Scheel war vom 1. Mai 1941 bis 24. November 1941 Höherer SS- und Polizeiführer Alpenland und wurde am 27. November 1941 Gauleiter und Reichsstatthalter des Reichsgaus Salzburg. Nach Aufdeckung von Widerstandsgruppen in Salzburg organisierte er dort eine groß angelegte Verhaftungswelle und mehrere Hinrichtungen von Eisenbahnern.
1943 setzte er sich beim Vorgehen gegen die Widerstandsgruppe Weiße Rose dafür ein, dass deren Mitglieder „nicht als Studenten hingerichtet“ würden, sondern als „asoziale ehemalige Wehrmachtsangehörige“, da diese „Verbrecher“ nicht das Bild der Studentenschaft beflecken dürften.
Ab Ende Juni 1944 wurde Scheel als Reichsdozentenführer Leiter des Nationalsozialistischen Deutschen Dozentenbundes. Er trat hier die Nachfolge von Walter Schultze an.
Am 1. August 1944 wurde Scheel zum SS-Obergruppenführer und zugleich zum Gauleiter und Präsidialrat im Reichsforschungsrat befördert.
Als sich 1944/45 Deutschlands Niederlage abzeichnete, wurde er noch Führer des Volkssturms im Gau Salzburg. Am 29. April 1945 bestimmte ihn Adolf Hitler in seinem politischen Testament zum Reichsminister für Wissenschaft, Erziehung und Volksbildung. Laut dem Salzburger Erzbischof Andreas Rohracher hat Scheel auf dessen Bitten zu Kriegsende den Befehl zur Verteidigung der Stadt Salzburg widerrufen und damit die Zerstörung der Stadt verhindert.
Scheel galt in der Nachkriegszeit trotz seiner schweren Verbrechen als „Vorzeige-Nationalsozialist“ mit landesväterlichen Zügen, der die Studenten und Universitäten umsorgt habe. In der jüngeren Forschung wird er differenzierter bewertet. Wegen fehlender Skandale und Affären und seiner Ablehnung von Korruption wird er günstiger als andere NS-Größen beurteilt. Auch die ihm zugute geschriebene Rettung Salzburgs, die allerdings nur auf der Aussage eines einzigen „Zeugen“ beruht, wird meist positiv vermerkt.
Bei Kriegsende brachte Scheel den Großmufti von Jerusalem und SS-Kollaborateur Mohammed Amin al-Husseini, der sich in Österreich befand, von Salzburg mit einem „zuverlässigen Mann“ über die Schweizer Grenze vor den Alliierten in Sicherheit. Deswegen war der Großmufti Scheel sehr dankbar; Der Spiegel gibt sogar an, dass Scheel auf Grund dessen 1952 eine Einladung als Arzt und Klinikleiter nach Teheran erhielt, die er ablehnte.

## Leben nach 1945
Nach der kampflosen Übergabe Salzburgs an die Amerikaner am 4. Mai floh Scheel, stellte sich jedoch am 14. Mai 1945 in St. Veit den US-Amerikanern und wurde interniert. Nach mehreren Stationen in Lagern und Gefängnissen wurde er am 24. Dezember 1947 aus der Haft entlassen. Auf eigenen Antrag wurde er erneut interniert und nach Heidelberg zur Entnazifizierung verbracht. Im dortigen Spruchkammerverfahren wurde er 1948 zu fünf Jahren Arbeitslager verurteilt und als Hauptschuldiger eingestuft. Man entzog ihm die ärztliche Approbation. Am 24. Dezember 1948 wurde er nach einem Berufungsverfahren als Mitschuldiger eingestuft. Zu seinen Gunsten hatte unter anderem der Salzburger Erzbischof Andreas Rohracher interveniert; denn Scheel hatte bei Kriegsende auf sein Bitten den Befehl zur Verteidigung der Stadt ignoriert und damit die drohende Zerstörung verhindert. Scheel erhielt daraufhin die Approbation wieder und wurde entlassen.
Er arbeitete anschließend zunächst als Nachtarbeiter im Hamburger Hafen und dann als Assistenzarzt am Rautenberg-Krankenhaus in Hamburg.
1951 bis 1953 gehörte er zusammen mit anderen NS-Größen wie Werner Best zum Naumann-Kreis. Im Januar 1953 wurde er von der britischen Militärpolizei wegen des Verdachts des Aufbaus einer Geheimorganisation verhaftet und später deutschen Behörden übergeben. Ein halbes Jahr verbrachte Scheel im Zuchthaus Werl und Gefängnis Karlsruhe. Am 17. Juni 1953 wurde er aus der Haft entlassen. Sein Verfahren wurde am 3. Dezember 1954 eingestellt. Ein Freund von ihm war in jener Zeit der auch in Hamburg lebende ehemalige NSDAP-Politiker Alfred Eduard Frauenfeld.

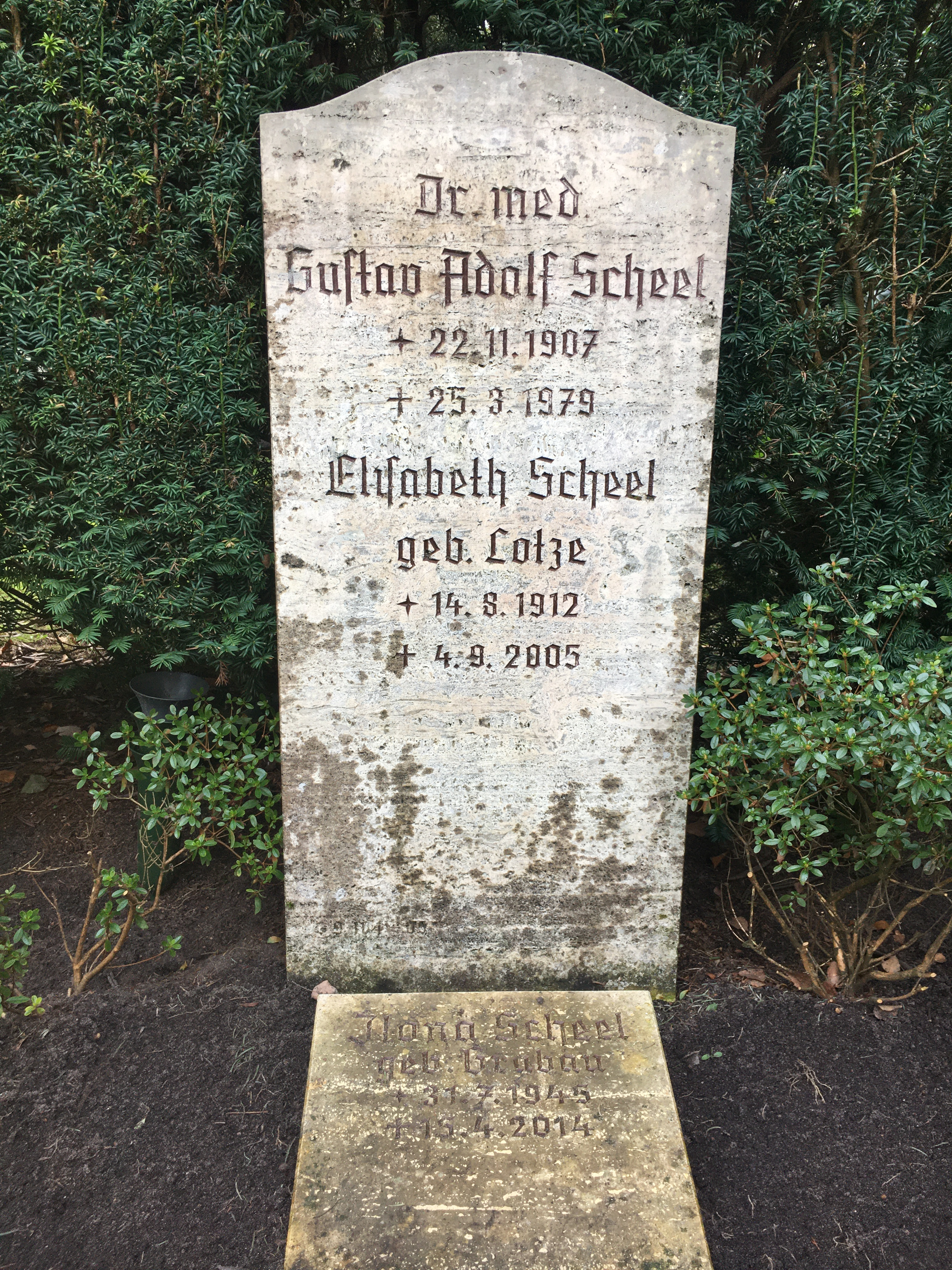
Grabstätte auf dem Friedhof Ohlsdorf

Vom Februar 1954 bis zum 8. April 1977 war er niedergelassener Arzt in Hamburg. Scheel war mit Hanns Martin Schleyer bis zu dessen Tod eng befreundet.
Scheel war ab 1935 verheiratet und Vater von vier Kindern.

## Veröffentlichungen
- Europäisches Studententum. In: Deutsches Institut für Außenpolitische Forschung (Hrsg.): Europa. Handbuch der politischen, wirtschaftlichen und kulturellen Entwicklung des neuen Europa. Geleitwort Joachim von Ribbentrop. Helingsche Verlagsanstalt, Leipzig 1943, S. 33–38.
- Discours aux étudiants français. In: Deutsch-französische Monatshefte. = Cahiers franco-allemands. Band 10, Nr. 3/4, März–April 1938, ZDB-ID 208336-X, S. 106–108, (Zugleich Rede im Februar 1938 in München).